# Murdoch Stewart, 2:e hertig av Albany
Murdoch Stewart, 2:e hertig av Albany, död 1425, var en skotsk adelsman och ämbetsman. Han var Skottlands ställföreträdande regent eller riksföreståndare mellan 1420 och 1424.